# غيلبرت إيست
غيلبرت إيست (1763 - )  (بالإنجليزية: Gilbert East)‏ هو لاعب كريكت بريطاني.